# 原谷 (京都市)
原谷（はらだに）は、 京都市北区大北山原谷乾町（おおきたやまはらだにいぬいちょう）を中心とする地域の名称である。

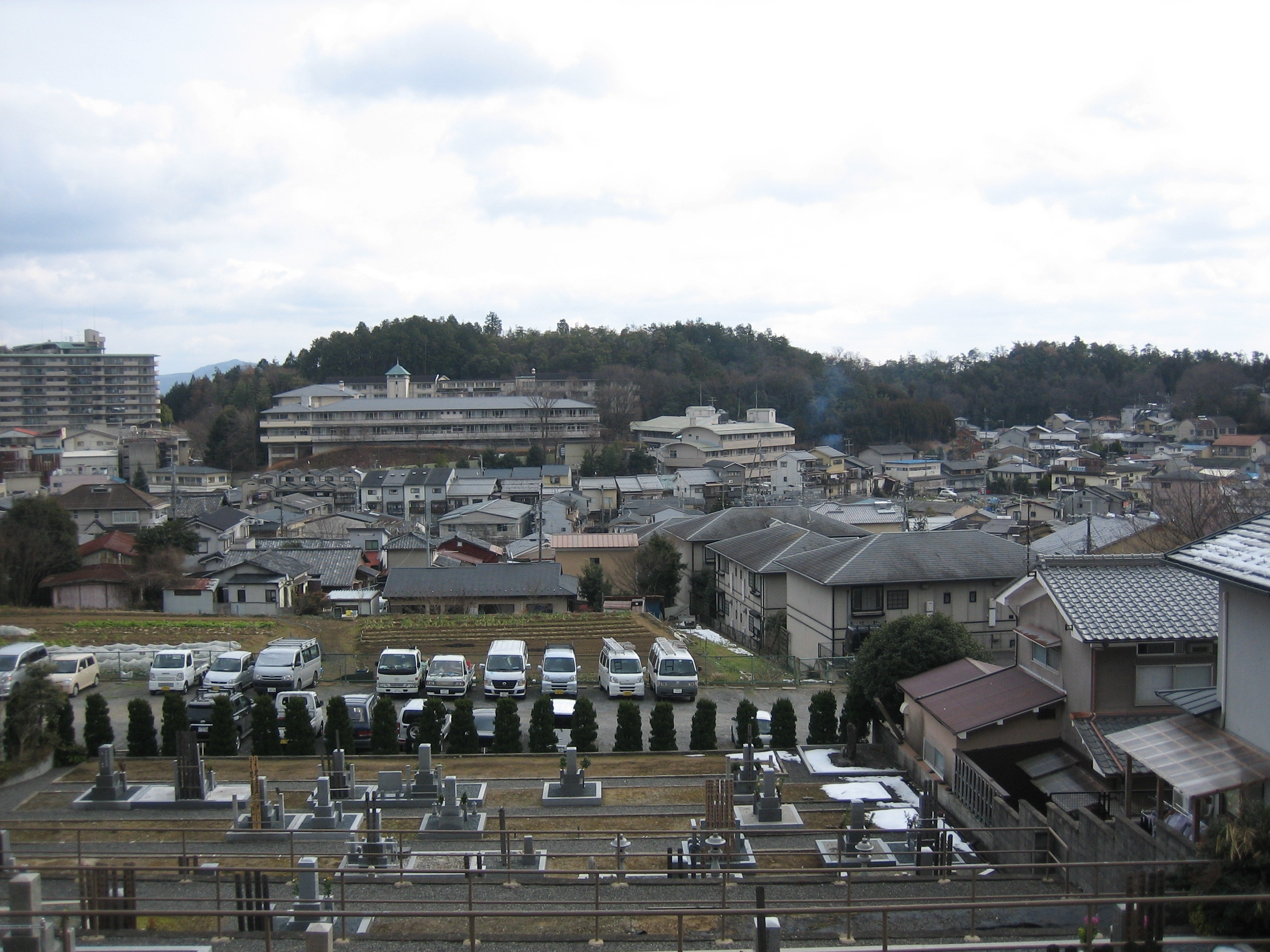
原谷地域の町並み

## 概要
原谷地域は衣笠山の北側、鹿苑寺（金閣寺）の北西およそ1.2kmに位置し、四方を山に囲まれた大北山域の盆地にある。総面積は約0.55km²（55町4反）。小道を経て、鷹峯や御室仁和寺にも通じる。ほぼ全域が北区に属するが、右京区にも一部またがっている。

## 地形

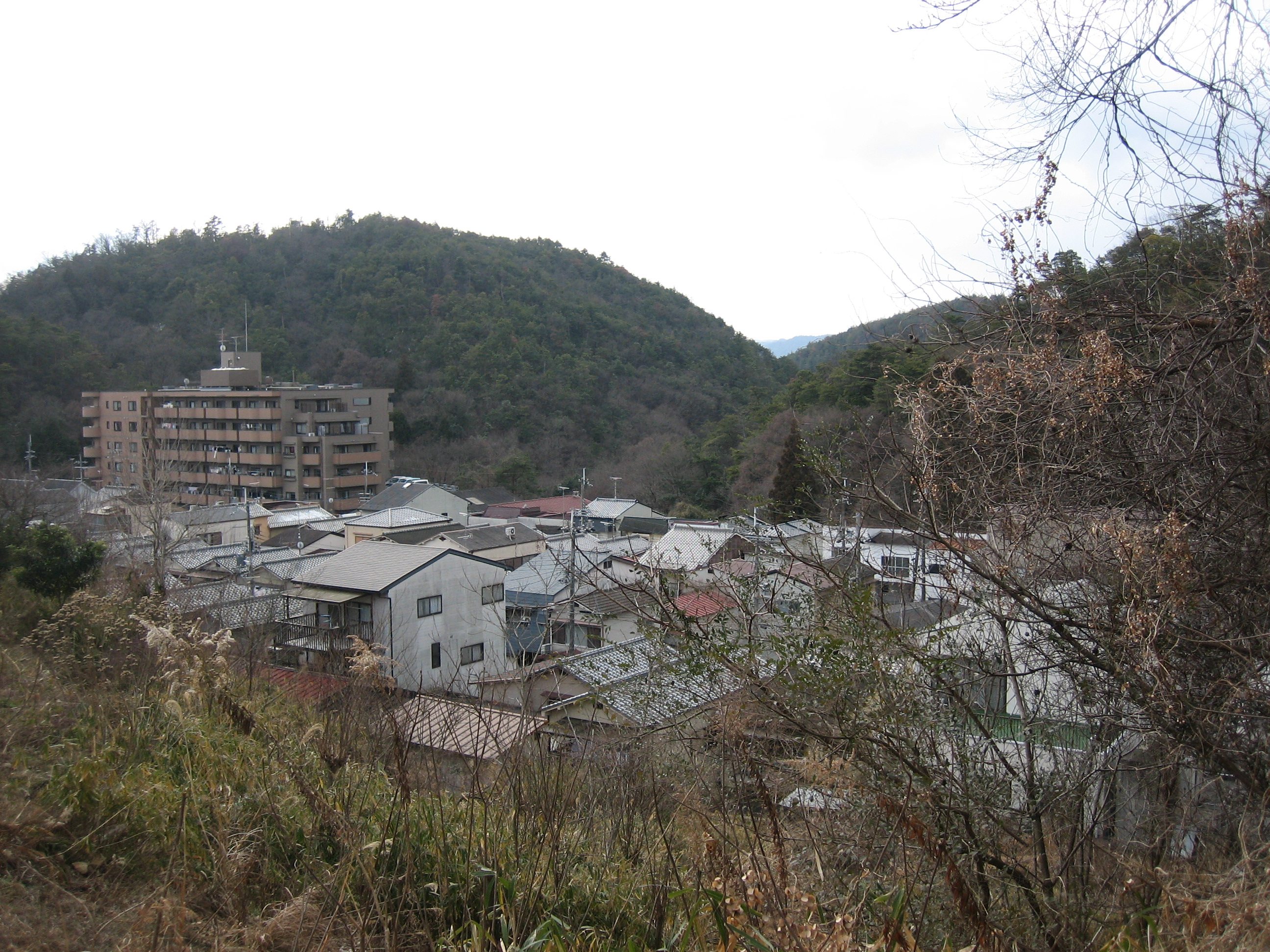
原谷西部 その下に井手口川が流れる

原谷地域は平均標高220m前後の山間盆地で、原谷川の最上流域にあたる。西から東へ傾斜する緩やかな谷底面が発達するものの、宅地開発により原地形は不明瞭となった。西端は井手口川によって比高約20mもの谷が刻まれ、急崖をなしている。これは、西南側から侵食した井手口川に原谷川の最上流部が奪われて無能河川となり、幅広い段丘状の谷底面が残る河川争奪が生じたものとみられる。
この谷底面は、風化した厚さ20m以上の砂礫層から構成され、鷹峯台地の高位段丘面に続く。また、谷底面の西は井手口川の上流域から、高鼻川との分水界にまで延長している。

## 歴史

### 平家の落人伝説

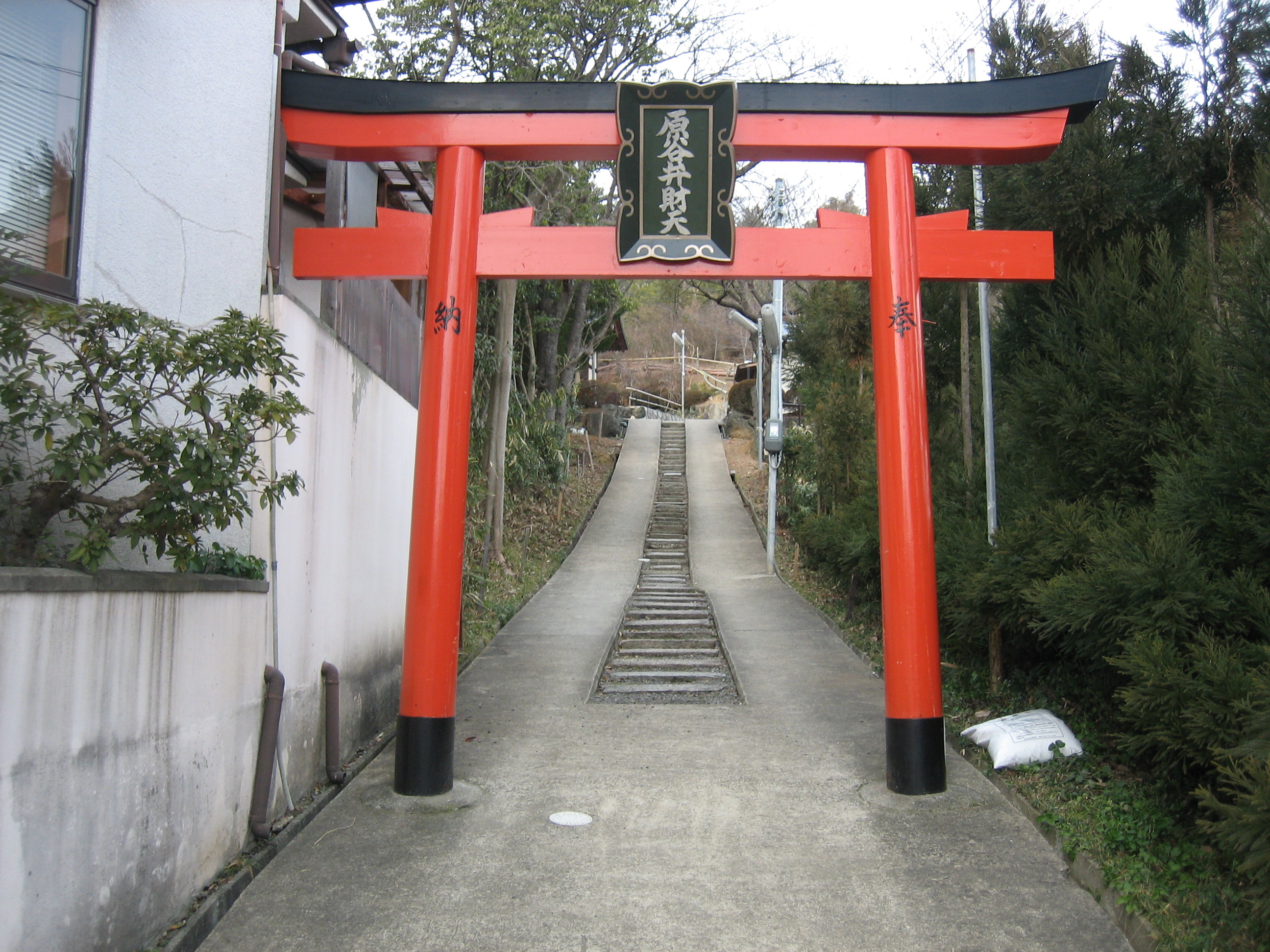
原谷弁財天鳥居

古代より葬送の地として知られる蓮台野（れんだいの）、衣笠山、宇多野と呼ばれた山野の外側にある原谷地域は、京都の中心からほど近くに位置しながらも、歴史の表舞台に登場することはなかった。
当地で祀られる「原谷弁財天」の縁起には、 壇ノ浦の戦いに破れた平家一門が、都に近い当地に落ち延びた旨を記載し、その後400年の間に水田8反歩（約7,933m²）、畑3町歩（約29,752m²）を開墾したものの、後に住民が次々と離れ、過疎地帯になったとしている。
京野菜の辛味大根は、元来原谷大根と呼ばれており、元禄年間（1688年 - 1704年）までに、当地で栽培されていたとされる。
当地は近世までは葛野郡大北山村の一部であったが、1889年（明治22年）に周辺各村が合併して衣笠村の一部となった。同年に発行された陸軍部測量局「明治京都中部実測図」では、衣笠山官有地の北方に、鷹峯、宇多野、そして金閣寺西側へ伸びる小道とともに字原谷の文字が記載されている。なお、この地図を含め、昭和初期までに発行された地図からは、当地内に集落の存在を確認することはできない。
先の縁起には、明治初期以降「恐慌と不便さのため、（中略）70年間、人の住まない山林と化した」と記されている。1918年（大正7年）に京都市上京区に編入されるも、民有地ながら手入れされない状況は変わらなかった。太平洋戦争の激化に従って山林の一部が乱伐されながら、昼なお暗い山林と化し、原野が広がるばかりの状態であったという。

### 入植と開拓農協
1945年（昭和20年）に太平洋戦争が終結。在外日本人約600万人が帰国することとなり、彼らを国土へいかに収容するかについての計画が必要となった。国民の食糧確保が内政上の最緊急課題とされ、耕地の量的拡大による食糧増産および戦地からの引揚者の帰農を図るために、11月に緊急開拓事業実施要領が閣議決定された。この要領に従って、京都府が当地を開拓農地として選定し、国が不在地主の土地を買い上げることとなった。しかし、すべてが民有地であったため、買収は難航。当初計画の約80余町歩（約0.8km²）は困難となり、入植時は約30余町歩（約0.3km²）に留まった。その後、時間をかけて所有地主の理解と協力を得ながら、追加買収を進めることとなった。それでも、一世帯当たり農地1.5haや宅地180坪が割り当てられる計算で、食糧難の時代に行き場を探していた引揚者にとっては「御の字」ともいえる条件ではあった。
1948年（昭和23年）、洛北開拓農業協同組合（開拓農協）が設立され、満蒙開拓青少年義勇軍京都第三中隊長の前原関三郎を組合長として、開拓計画を策定。19世帯が入植した。
地域内外を結ぶ幅員4mの幹線道路は全額国庫で敷設されたものの、入植者たちは木を伐採し、直径50cm近い切り株を一日に一、二株ずつ取り続けた。それが終わると家の建築、井戸掘り、畑の開墾を同時並行で進めた。家が建つまでは、どの入植者も自宅から通いながら作業を続けた。

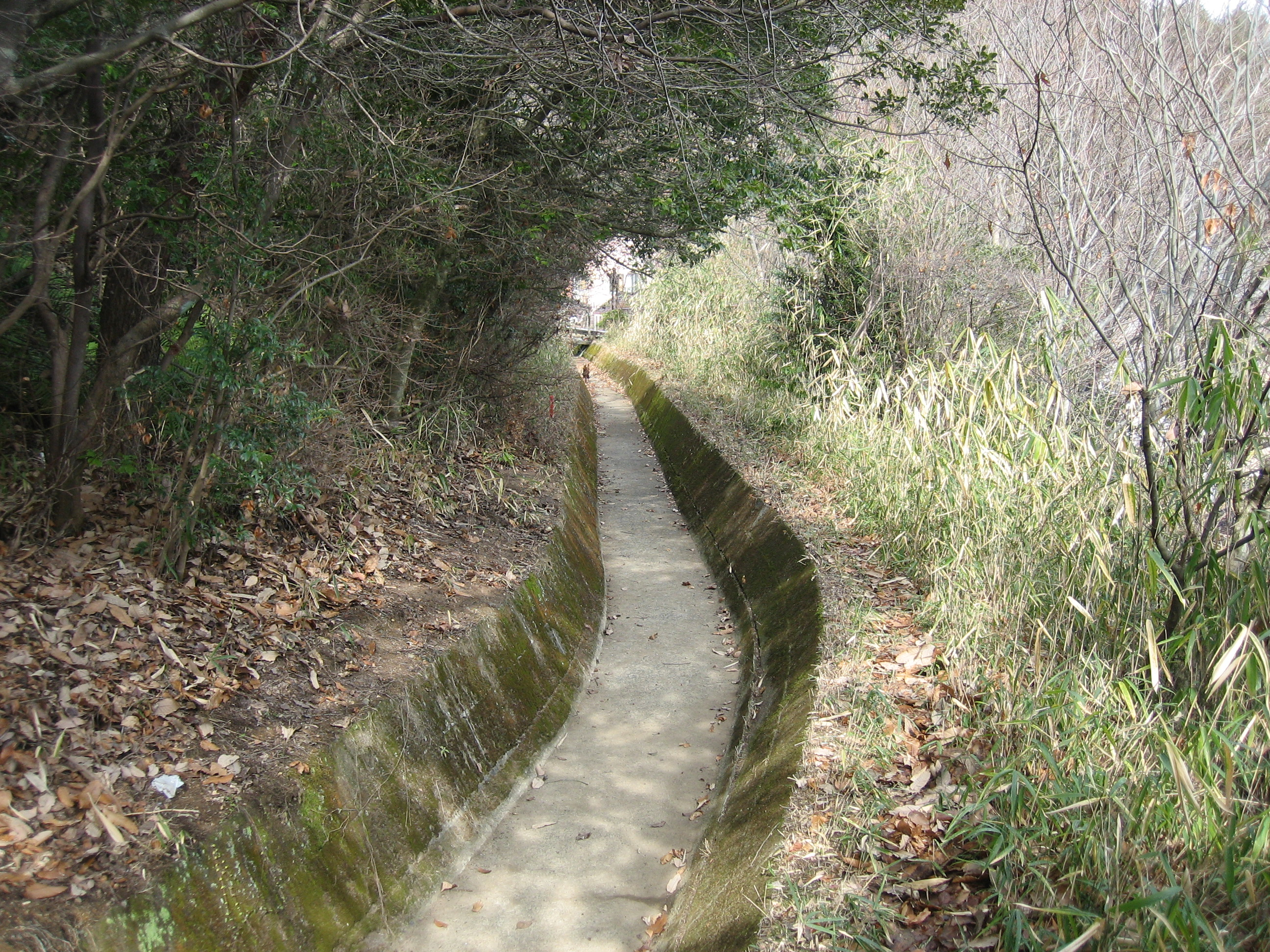
山腹水路

1949年（昭和24年）に開拓農協事務所が落成し、換金かつ栄養確保のため、畜産動物の導入と、野菜栽培を軸とした営農計画を策定。しかし、苦心して畑を開墾するも、 酸性度の強い土壌のために、種すら取れない状況が続いた。また、仔豚を購入して豚舎を急造するも、その年の秋には豚肉相場の暴落で、価格は購入時の3分の1にも満たず、多くの組合員が失意のうちに養豚に見切りをつけたという。それでも土づくりのため、開墾と酪農を続けざるを得なかった。
1950年（昭和25年）5月より、その後の建設事業について、京都府の失業対策事業で行われることが決定。連日百名を超える作業員に支えられ、幅員2、3m前後の支線道路や山腹水路 、排水路が次々と設けられることとなった。同年12月には当地内に待望の電気が開通した。

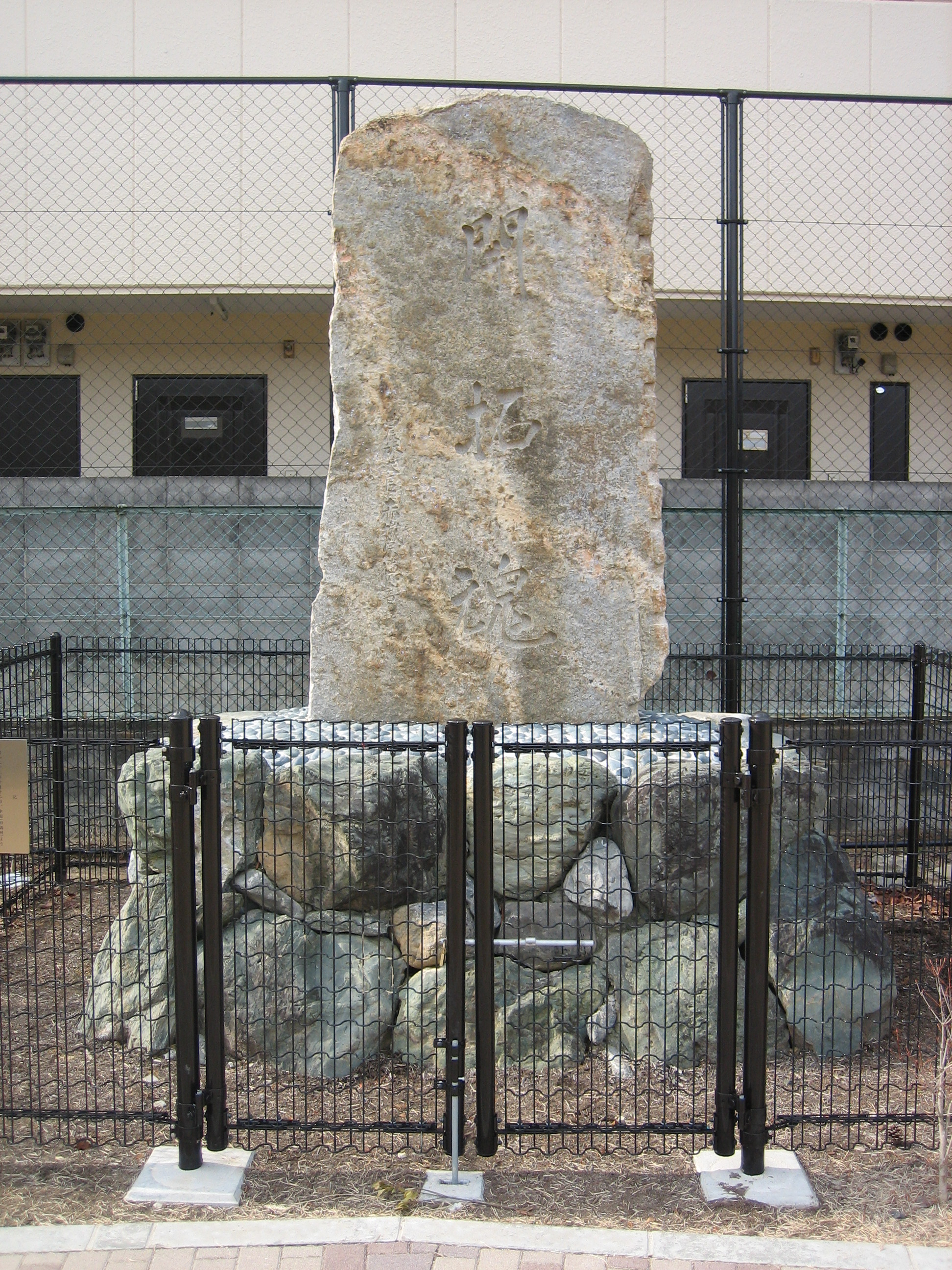
開拓記念碑「開拓魂」

京都市内にありながら、当初は電気も水道も通じておらず、まして開拓に必要となる初期投資さえも得ることができなかった中で、入植者は困難を極めつつ、荒地の開墾や居住地の譲受、そして農地開発のための基盤整備を進めていった。入植者の子供たちも、家畜の飼料をもらうため、毎日のように峠を越えて魚屋などを巡ったという。
1950年代の写真や映像記録などからは、養鶏、養豚、果樹園や、畑を歩く牛と酪農設備などの営農風景が映し出されている。この頃にようやく農地が完成し、酪農や養鶏も本格化。市内の農家の中でも高い収入を得られるようになったとされる。
1962年（昭和37年）に、就労延べ人員90万人超、事業費3億7887万円に達した失業対策事業は完了することとなり、地域内の道路、水路、広場などの施設は、開拓農協に有償で引き渡された。

### 開拓農協解散へ
| 原谷乾町の人口・世帯数の推移 | 原谷乾町の人口・世帯数の推移 | 原谷乾町の人口・世帯数の推移 | 原谷乾町の人口・世帯数の推移 |
|                              | 世帯数                       | 人口                         |                              |
| ---------------------------- | ---------------------------- | ---------------------------- | ---------------------------- |
| 1948年                       | 19世帯                       | 48人                         |                              |
| :                            | :                            | :                            |                              |
| 1965年                       | 132世帯                      | 492人                        |                              |
| 1970年                       | 212世帯                      | 827人                        |                              |
| 1975年                       | 344世帯                      | 1,272人                      |                              |
| 1980年                       | 534世帯                      | 1,822人                      |                              |
| 1985年                       | 712世帯                      | 2,272人                      |                              |
| 1990年                       | 1,111世帯                    | 3,171人                      |                              |
| 1995年                       | 1,561世帯                    | 4,202人                      |                              |
| 2000年                       | 1,643世帯                    | 4,448人                      |                              |
| 2010年                       | 1,547世帯                    | 4,172人                      |                              |
| 2020年                       | 1,602世帯                    | 3,767人                      |                              |
| 各年の国勢調査より           |                              |                              |                              |

居住環境に改善がみられることで、1965年（昭和40年）頃から、徐々に一般住宅の建設が増加し始めた。1971年（昭和46年）に市街化区域に指定され、2年後に都市計画上の原谷特別工業地区に指定されると、西陣織の職人やマイホームを求める人たちが次々と引っ越してきた。さらに、1976年（昭和51年）に上水道の給水と京都市営バスのマイクロバス（M1系統・原谷線）運行が開始され、地域内の既耕地が急速に居住地に変わるなど、地域内各所で宅地開発、住宅建設が顕著に見られるようになった。
さらに、1980年代のバブル景気が入植者の代替わりの時期とも重なった。酪農施設に対する臭いや鳴き声などの苦情が相次ぐ中、入植以来携わってきた農業を止め、相続税対策を兼ねた分譲やマンション建設、貸工場経営などへ転業する動きが進んだ。
平成に入り、1997年（平成9年）に市道衣笠緯40号線（氷室道）の拡幅改良工事、2001年（平成13年）に下水道の敷設工事がそれぞれ完了したことで人口増のピークを迎えた。
2008年（平成20年）、ほぼ完全に京都市中心部へのベッドタウンと化した今日、町づくりの役割を終えた開拓農協は解散総会を行い、初代組合長 前原関三郎の子である、開拓農協最後の組合長 前原英彦が府に解散申請を届け出て、60年に及ぶ開拓史に幕を下ろした。
ただし、開拓農協が所有していた財産（袋小路の道路11か所）の一部は「公共性が低い」とされ、京都市への移管を拒まれたままで、今日に至るまで処分が確定していない。現状は開拓農協解散と同時に設立された認可地縁団体に所有権を移転し、地域で補修などの維持管理を実施する体制が採られている。

### 行政区画の変遷
- 1889年（明治22年）4月1日　葛野郡大将軍村、北野村、大北山村（当地が所在）、小北山村、松原村、等持院村を合わせて衣笠村とする
- 1917年（大正7年）4月1日　葛野郡衣笠村を廃し、その全部を京都市上京区に編入
- 1917年（大正7年）8月5日　大字大北山字原谷巽、字原谷坤、字原谷乾、字原谷艮をそれぞれ大北山字原谷巽、大北山字原谷坤、大北山字原谷乾、大北山字原谷艮に改称（大字を廃止）
- 1955年（昭和30年）9月1日　新設された北区の所管となる
- 1962年（昭和37年）4月1日　北区大北山字原谷巽、大北山字原谷坤、大北山字原谷艮それぞれの全部を大北山字原谷乾と改称
- 1965年（昭和40年）4月1日　北区大北山字原谷乾を大北山原谷乾町と改称（字を廃止、町とする）

京都市北区の町名も参照のこと

## 地域の現状と課題
| 大北山原谷乾町 年齢3区分別構成比較      | 大北山原谷乾町 年齢3区分別構成比較 | 大北山原谷乾町 年齢3区分別構成比較 | 大北山原谷乾町 年齢3区分別構成比較 |
|                                         | 2015年4月                          | 2019年4月                          | 2023年4月                          |
| --------------------------------------- | ---------------------------------- | ---------------------------------- | ---------------------------------- |
| 15歳未満                                | 12.4%                              | 10.0%                              | 8.3%                               |
| 15～64歳                                | 66.1%                              | 65.0%                              | 62.9%                              |
| 65歳以上                                | 21.4%                              | 25.0%                              | 28.9%                              |
| 人口総数                                | 3,921人                            | 3,727人                            | 3,341人                            |
| 京都市統計ポータル 住民基本台帳人口より |                                    |                                    |                                    |

### 人口構成と教育
昭和後期の宅地開発による流入者が多いため、原谷地域は周辺と比較して核家族世帯が多く、また高齢者の割合が低いのが特徴的であった。しかし、とりわけ2010年代以降に、高齢化の進行とともに人口の減少傾向がみられる。
金閣学区に属し、原谷乾町のみで学区人口の3分の1を占める。ちなみに、北区内においては鷹峯学区の全域とほぼ同じ人口を擁しており、本来であれば町内に小学校が建設されても問題ない規模である。だが現状では用地取得が困難であることから、同町および隣接する大北山長谷町に住む子供たちは、毎日のように急峻な市道衣笠緯40号線（氷室道）を経て2km近く離れた金閣小学校に通学している。
公園は2か所（原谷中央公園:中部、原谷公園:西部）、保育園は1園（0歳～就学前、定員約90名）それぞれ存在するが、幼稚園、児童館ともに当地内になく、教育施設や育児施設の充実が求められる。
短期間に人口が増加したため、町域（原谷乾町）が分割されることなく今日に至る。地元組織は、原谷地区連絡協議会の下、南部、東部、西部、北部、中部、南西部と隣接する長谷町町内会の7つの自治会組織により、清掃活動や地蔵盆などが行われている。

### 地域の基盤整備

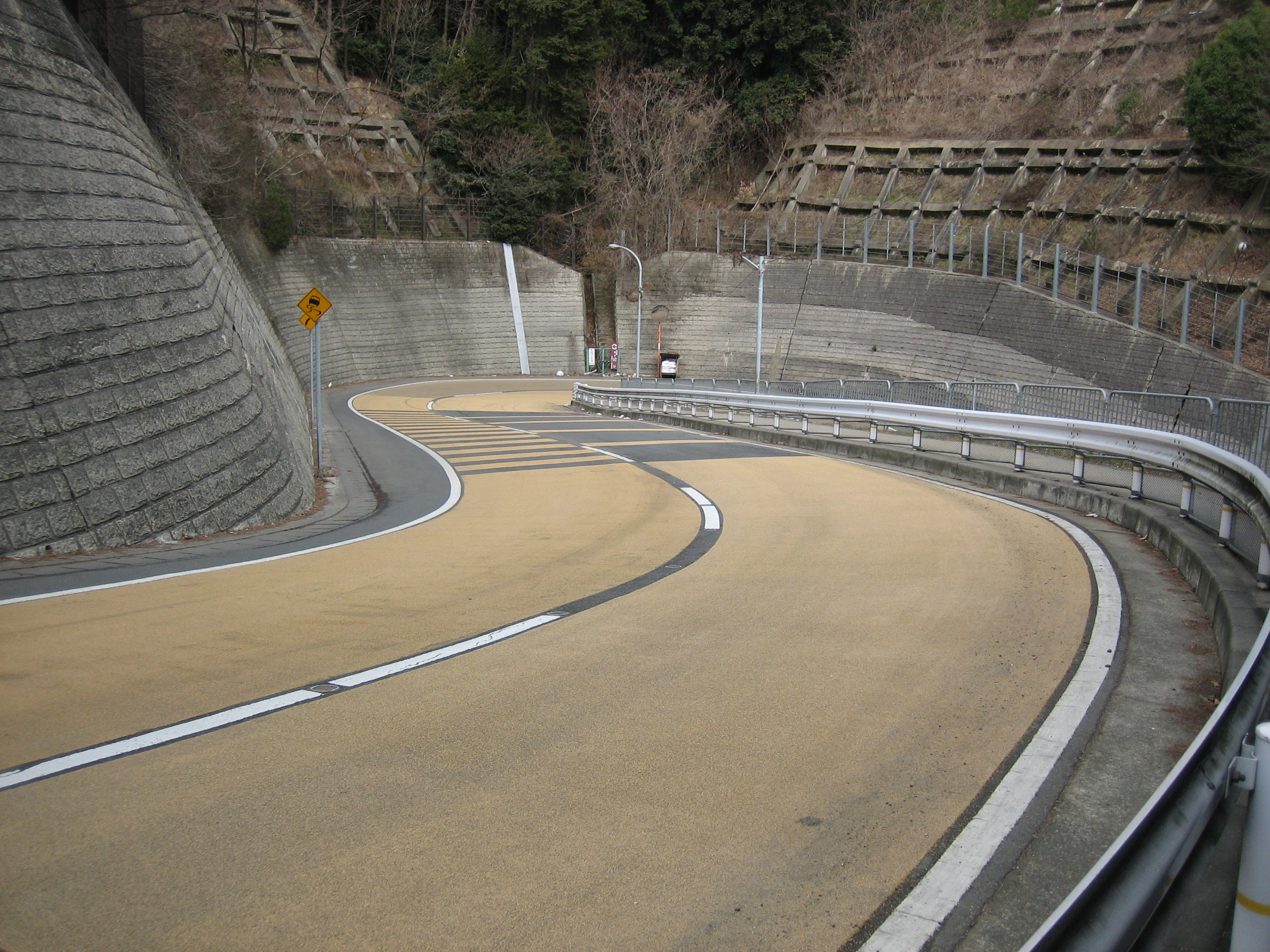
市道衣笠緯40号線

当地内のほぼ全域が一括して都市計画上の原谷特別工業地区に指定されており、一般住宅、事務所、小規模な工場、そして既耕地が混在している。計画的に整備されず宅地開発が行われたために、町並みにまとまりが見られない。
また、当地はもともと農業用地として整備されたため、道路幅員が総じて狭く（幹線幅員4m、支線幅員2～3m）、信号設備に乏しい（地域内1か所のみ）ほか、ほとんど歩道が確保されていない。そのため、一般車両の離合を始め、緊急車両の通行や路線バスの運行ルート設定、さらには児童を始めとする歩行者の通行に支障をきたしている。さらに、将来的な建て替えの際には、2項道路によりセットバック（道路後退）を余儀なくされる恐れがある。
地域外につながる道路は、当地中央の原谷交差点から南東へ峠を越えてきぬかけの路の金閣寺付近へ繋がる「衣笠緯40号線」（氷室道）、鷹峯の鷹峯街道から分岐して当地を縦断しきぬかけの路の仁和寺前へ抜ける「千束御室線」の市道2路線である。「千束御室線」は幹線道路であるにもかかわらず、道路幅員が狭く、車両の離合が困難な箇所があるため、ほぼ往復2車線で路線バスの運行する「衣笠緯40号線」が当地と市内中心部とを結ぶ唯一の大動脈の役割を果たしている。ただ、両路線とも歩道整備が不完全であるほか、高低差のある場所を結んでおり、冬季には道路凍結、積雪対策が必須となる。

### 地域の生活施設

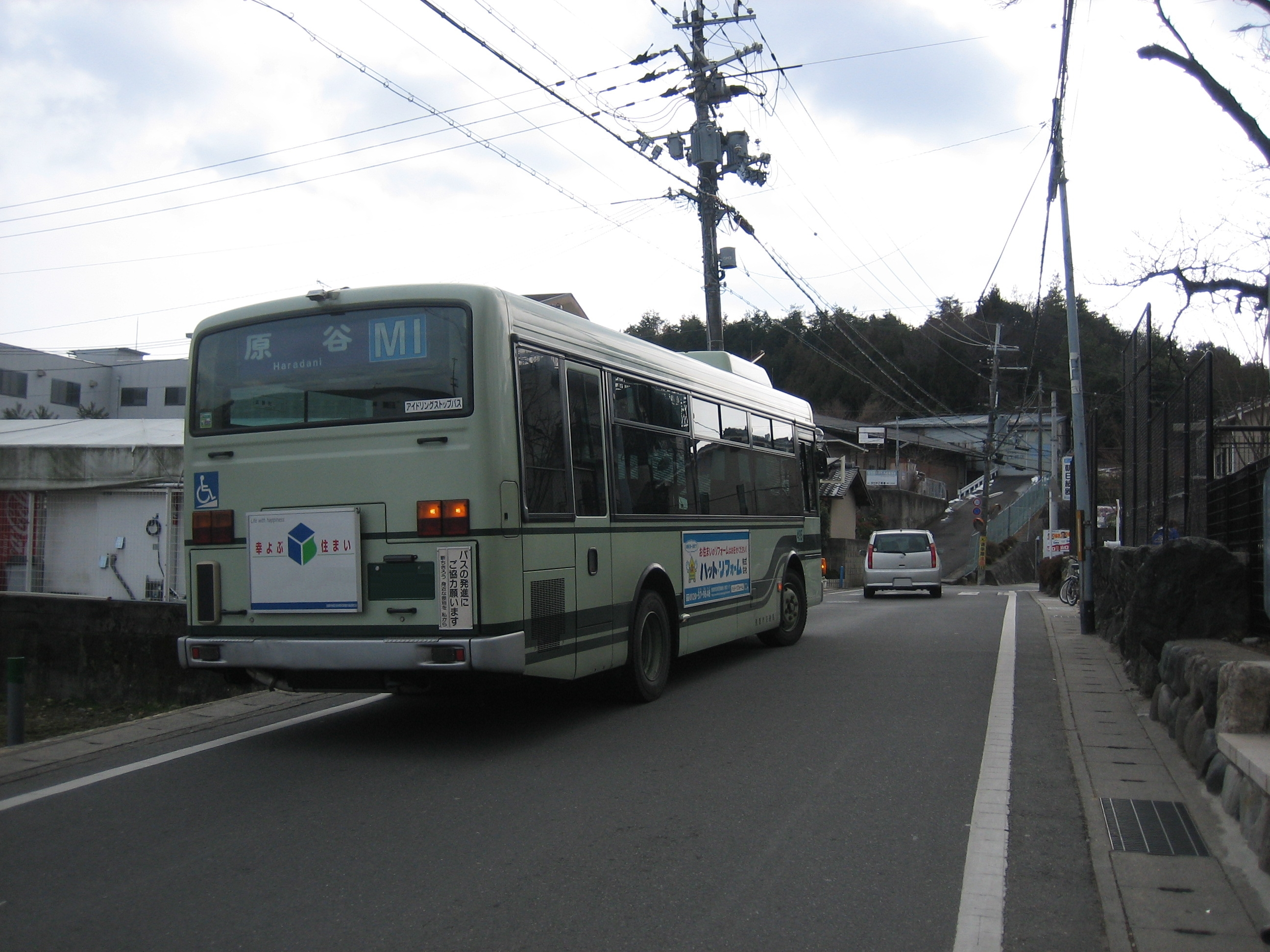
地域内を走る市バスM1系統

交番、消防署、郵便局や銀行など金融機関の支店、スーパーマーケット、公的集会所、病院、診療所は当地内に設置されていない。コンビニエンスストアは2か所、消防団詰め所、民営集会施設、ATM（コンビニATMを含めると3か所）、医院、歯科医院はそれぞれ1か所ずつ存在するのみである。
唯一の公共交通機関は、京都市営バス（M1系統・原谷線）で、北大路バスターミナル（2時間に1本程度）、立命館大学前（1時間に1～3本）の北区内2拠点と結ばれている。運行経路、本数ともに十分とは言えず、現状ではマイカーに頼らず日常生活を送ることは困難な状況にある。
災害発生などの万が一の事態を考えた場合に、4千人を擁する地域の施設整備として、十分な状況にあるといえるかが問われている。

### 違法建築物の問題
1970年代頃から、市街化調整区域にあたる集落の山腹斜面に違法建築物が立ち始め、倉庫や産業廃棄物置き場として使用されるようになった。これら建物は、やがて放置されて老朽化。倒壊する危険性が生じた。2025年1月、京都市は、所有者に対して都市計画法などに違反しているとして建物を解体するよう命令。一部で解体作業が始まった。

## 名所・旧跡

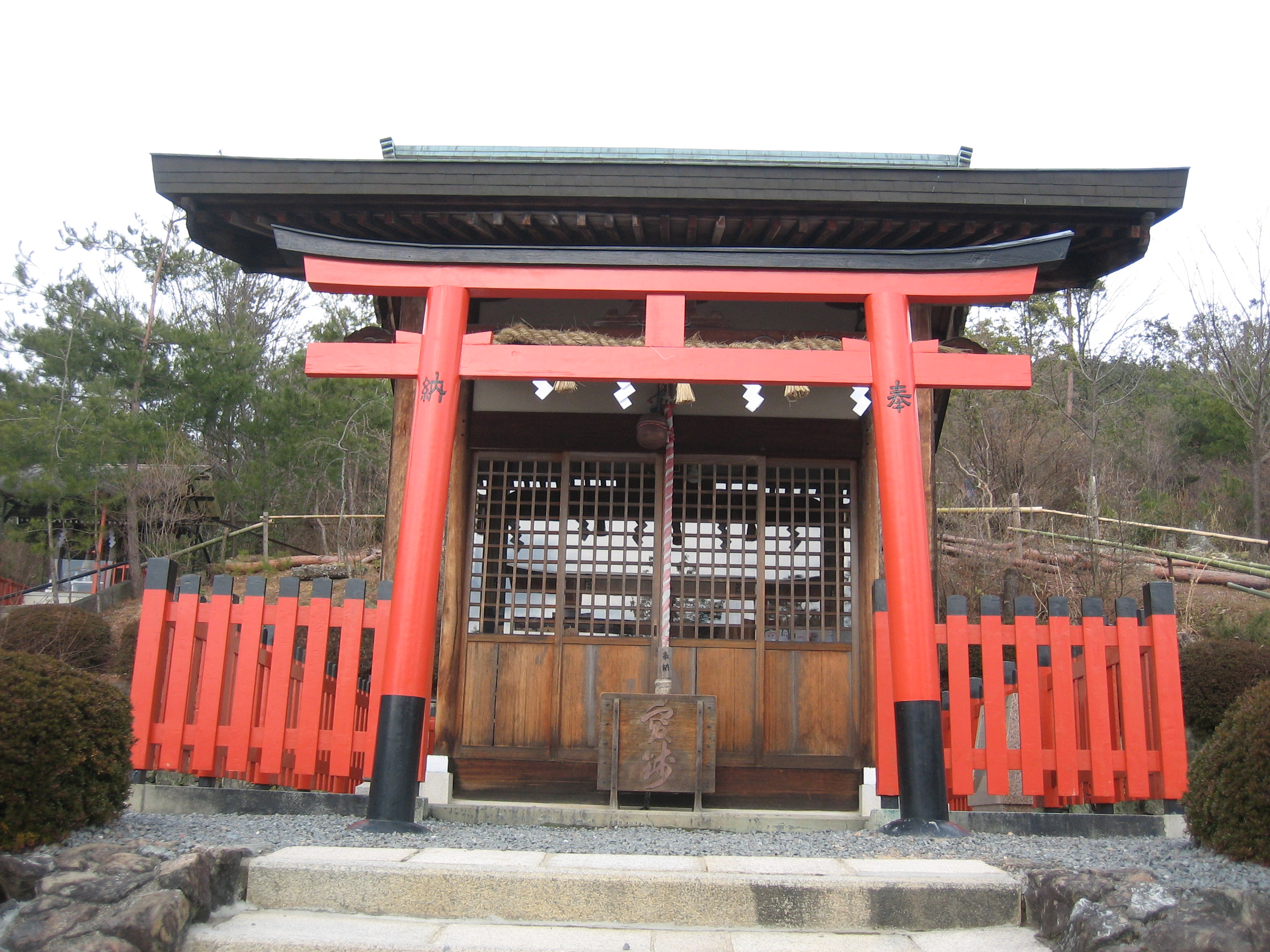
原谷弁財天本殿

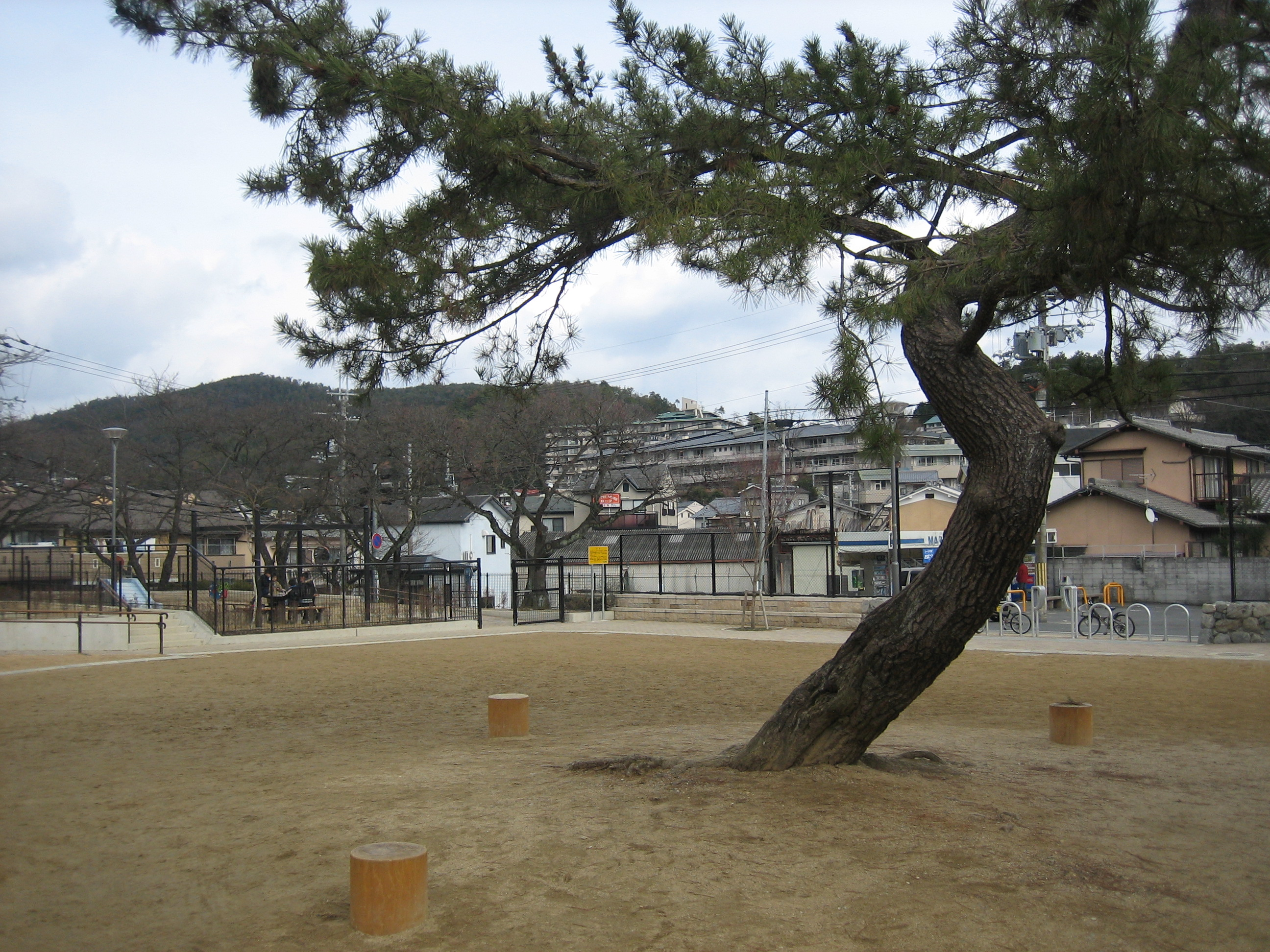
原谷中央公園

原谷弁財天（はらだにべんざいてん）
1186年（文治2年）に、落ち延びた平家一門が当地の坤方向（北西）に弁財天を祀り、「戦いの神」として信仰したとされる。明治以降に当地の深刻な過疎化で、一端は仁和寺へ遷座されたものの、1951年（昭和26年）に近隣の民家へ出迎えた。1978年（昭和53年）には流造の新社殿が落成し、大護摩供養、遷座祭を実施。再び当地の氏神として祀られることとなった。なお、本殿後方には「白龍大神」が祀られている。
10月の第3日曜日に、当社例祭が行われる。境内でフリーマーケットが開催される中、前夜からの2日間にわたり、地元住民による花笠踊りや、太鼓、獅子舞による奉納が行われる。
妙法山常信寺（みょうほうざんじょうしんじ）
日蓮宗。水子供養、施餓鬼供養を受け付けている。かつて同地に八幡宮が祀られたが、明治初期にわら天神宮へ遷座されたという。
原谷苑（はらだにえん）
民有地内の約4千坪に及ぶ桜苑・紅葉苑。京都市内有数のシダレザクラの見どころとして知られ、春秋の開花シーズンに限り有料で一般公開される。
原谷中央公園（はらだにちゅうおうこうえん）
2010年（平成22年）開園。解散した開拓農協から京都市に寄付された土地1,876㎡を造成した。遊戯施設、防災施設が備えられ、いざというときの避難場所としても利用できる。また、園内奥には開拓記念碑「開拓魂」が置かれている。農林大臣赤城宗徳の揮毫による同碑は、1963年（昭和38年）入植15周年式典の際に建立され、入植者の辛苦を今に伝えている。
やまびこくらぶ
室内トレーニングジム、バドミントンコート、クライミングウォール、ダンススタジオを備えた民間スポーツ施設であり、ピアノを始めとするレッスンルーム、研修や講演に用いられるイベントルームを備えた当地唯一の集会施設でもある。なお、当地には公的集会施設は存在しない。後述の「第四日曜原谷元気市」や市民検診の会場としても用いられる。

## 地域活動
京都原谷和太鼓くらぶ どんつく
当地を中心に活動する小学生の和太鼓チーム。原谷弁財天の例祭を始め、近隣地域で開催される祭礼やイベントに出演する。
原谷地域まちづくり推進委員会
当地住民が関係行政機関との連携のもとに、開拓農協所有財産の移管や今後のまちづくり組織のかたちなど、原谷地域のまちづくりの下地づくりを検討している。
第四日曜原谷元気市
地域住民とのふれあいを大切にと、花や惣菜、手作り小物、地産の野菜などが販売される。当地の元気市実行委員会により毎月の第4日曜日に開催されている。